# Phobetes egregius
Phobetes egregius är en stekelart som först beskrevs av Davis 1897.  Phobetes egregius ingår i släktet Phobetes och familjen brokparasitsteklar. Inga underarter finns listade i Catalogue of Life.